# Роквил (град, Индиана)
Роквил (на английски: Rockville) е град в окръг Парк, в американския щат Индиана. При преброяването през 2010 г. населението е 2607 души. Градът е окръжен център на окръг Парк.

## История
Роквил е построен през 1824 г., три години след основаването на окръга, и става седалище на окръга. През 1825 г. населението му е между 500 и 600 души. Жителите гласуват за учредяването му като град през юли 1854 г.
Земетресение с магнитуд 3,8 по скалата на момента e регистрирано в града и потвърдено от Геологическата топографска служба на САЩ на 17 юни 2021 г., с многобройни вторични трусове, докладвани в градове в щата и в съседния щат Илинойс.

## География
Роквил се намира на пресечната точка на магистрали 36 и 41, на около 48 km югозападно от Кроуфордсвил.
Според преброяването от 2010 г. Роквил има обща площ от 3,86 km2, изцяло сухопътна.

### Климат
Климатът в тази област се характеризира с горещо, влажно лято и като цяло мека до прохладна зима. Според системата климатичната класификация на Кьопен Роквил има влажен субтропичен климат.

## Население
Брой на населението съгласно преброяванията.
| \| Година на преброяване \| Численост \| \| --------------------- \| --------- \| \| 1850 \| 726 \| \| 1860 \| 728 \| \| 1870 \| 1187 \| \| 1880 \| 1684 \| \| 1890 \| 1689 \| \| 1900 \| 2045 \| \| 1910 \| 1943 \| \| 1920 \| 1908 \| \| 1930 \| 1832 \| \| 1940 \| 2208 \| \| 1950 \| 2467 \| \| 1960 \| 2756 \| \| 1970 \| 2820 \| \| 1980 \| 2785 \| \| 1990 \| 2706 \| \| 2000 \| 2765 \| \| 2010 \| 2607 \| \| 2020 \| 2510 \| |           |
| Година на преброяване | Численост |
| 1850 | 726       |
| 1860 | 728       |
| 1870 | 1187      |
| 1880 | 1684      |
| 1890 | 1689      |
| 1900 | 2045      |
| 1910 | 1943      |
| 1920 | 1908      |
| 1930 | 1832      |
| 1940 | 2208      |
| 1950 | 2467      |
| 1960 | 2756      |
| 1970 | 2820      |
| 1980 | 2785      |
| 1990 | 2706      |
| 2000 | 2765      |
| 2010 | 2607      |
| 2020 | 2510      |

## Образование
В града функционира обществена библиотека.

## Изкуство и култура
Роквил е домакин на фестивала на покрития мост в окръг Парк.

## Известни личности
- Марк Де Мот – представител в Четиридесет и седмия Конгрес на САЩ.
- Дон Лаш – шампион по бягане на дълги разстояния, се установява в Роквил, след като се оттегля от кариерата си във Федералното бюро за разследване.
- Джоузеф Райт – бивш губернатор на Индиана
- Дж. Хауърд Мур – зоолог, философ, педагог и социалист